# Symphytognatha orghidani
Espèce
Symphytognatha orghidani est une espèce d'araignées aranéomorphes de la famille des Symphytognathidae.

## Distribution
Cette espèce est endémique de Cuba.

## Étymologie
Cette espèce est nommée en l'honneur de Traian Orghidan (1917–1985).

## Publication originale
- Georgescu, 1988 : Description d'une nouvelle espèce, Symphytognatha orghidani n. sp. (fam. Symphytognathidae-Araneae) de Cuba. Travaux de l’Institut de Spéologie Émile Racovitza, vol. 27, p. 17-19.